# ورزشگاه سیداد ده کویمبرا
ورزشگاه سیداد ده کویمبرا (پرتغالی: Municipality of Coimbra Stadium) یک ورزشگاه فوتبال در کویمبرا، پرتغال است.
این ورزشگاه که در سال ۲۰۰۳ میلادی تأسیس شده دارای ۳۰٬۲۱۰ نفر ظرفیت می‌باشد و ورزشگاه خانگی باشگاه فوتبال آکادمیکا است.